# Alessandro Leale
Alessandro Leale nome artístico de Alessandro Batista de Oliveira Souza é um ex cantor e compositor de música popular brasileira. Nasceu no Rio de Janeiro no dia 31 de Agosto de 1975. Passou os primeiros dois anos de sua vida na cidade mineira de Itaobim no vale do Jequitinhonha, região do norte de Minas Gerais, sendo até então, Criado pelos avós maternos, pois, sua mãe babá, não tinha condições de criá-lo. Quando retornou ao Rio, foi morar no interior, numa verdadeira vida cigana devido as constantes mudanças de emprego dos pais. Cidades como Vassouras e Paraíba do Sul, foram onde Alessandro cresceu, nas lavouras colhendo tomate e pimentão. Com a separação de seus pais em Setembro de 1988, foi com a mãe e seu irmão para São Bernardo do Campo em São Paulo. 
Alessandro aos 13 anos, passou a ser o homem da casa uma vez que sua mãe, doméstica passava dias trabalhando fora e com as dificuldades financeiras, passou a fazer de tudo para ajudar, foi vendedor de picolé, balconista, estofador, lavador de carro, ajudante de pedreiro e office Boy.
Em 1994, Alessandro foi reconhecido pelo empresário e pai biológico, Edson Souza que o levou para o Rio de Janeiro. Em 2000 gravou seu primeiro cd tendo a produção do experiente produtor Alceu Maia. Fez algumas turnês pelo interior do Rio e Minas Gerais. Em 2009 gravou seu segundo trabaho, mas foi em 2011 que o cantor ficou conhecido em todo o Brasil com sua emocionante participação no quadro Em busca do sucesso do programa Raul Gil, o apresentador ficou comovido com a história de luta do menino. Alessandro Leale passou a se apresentar em vários estados Brasileiros. No mesmo ano de 2011, Bruno e Marrone assumem apadrinhar o cantor num encontro marcante no Projac, estúdios da Rede Globo. Em 2012, Alessandro grava seu primeiro Cd "AO VIVO", (quarto da carreira), se muda para Belo Horizonte-MG e cai na estrada levando seu show. 
Nos primeiros meses de 2013, o cantor teve um grande baque, a morte do pai que o criou. Em seguida, perde seu empresário que desistiu de investir em sua carreira.
Em Setembro de 2013, depois de uma passagem frustrada na capital mineira, Alessandro retorna ao Rio de Janeiro e anuncia o fim da carreira de cantor. 
Em Julho de 2014, se torna radialista, Alessandro assume uma rádio fm na cidade de Paraíba do Sul no interior do Rio e essa emissora é transformada em uma rádio 100% sertaneja e vira uma febre na região. Com nome novo, agora o Sandro Batista se torna um sucesso na região.

## Discografia
- ((Sandro Wilian 2000))
- (( Apaixonante 2009))
- Eu e você 2011
- (Leale ao Vivo 2012))